# Żaki (operetka)
Żaki – operetka Kazimierza Hofmana. Libretto napisał Władysław Ludwik Anczyc według pomysłu Stanisława Dobrzańskiego. Prapremiera odbyła się w Krakowie w 1870.

## Treść
Akcja rozgrywa się przed 1700 r. Dominus Hyacyntus pracuje nad wynalezieniem kamienia filozoficznego z takim zaangażowaniem, że stracił cały majątek swój i powierzonej sobie w opiekę siostrzenicy, Zosi. Postanawia zatem ożenić się z Zosią, aby uniknąć rozliczeń rachunków za opiekę. Zosia tymczasem zakochana jest w Kazimierzu Zaklice, bracie bardzo pomocnego bakałarza, Zbigniewa. Zbigniew wspólnie z zaprzyjaźnionymi żakami obmyśla fortel: zjawia się u Hyacyntusa w przebraniu diabła Astarota i namawia go na podpisanie cyrografu. Gdy mistyfikacja wychodzi na jaw, Hyacyntus godzi się małżeństwo Zosi z Kazimierzem, a sam żeni się ze starą panną Barbarą.